# نام‌گذار

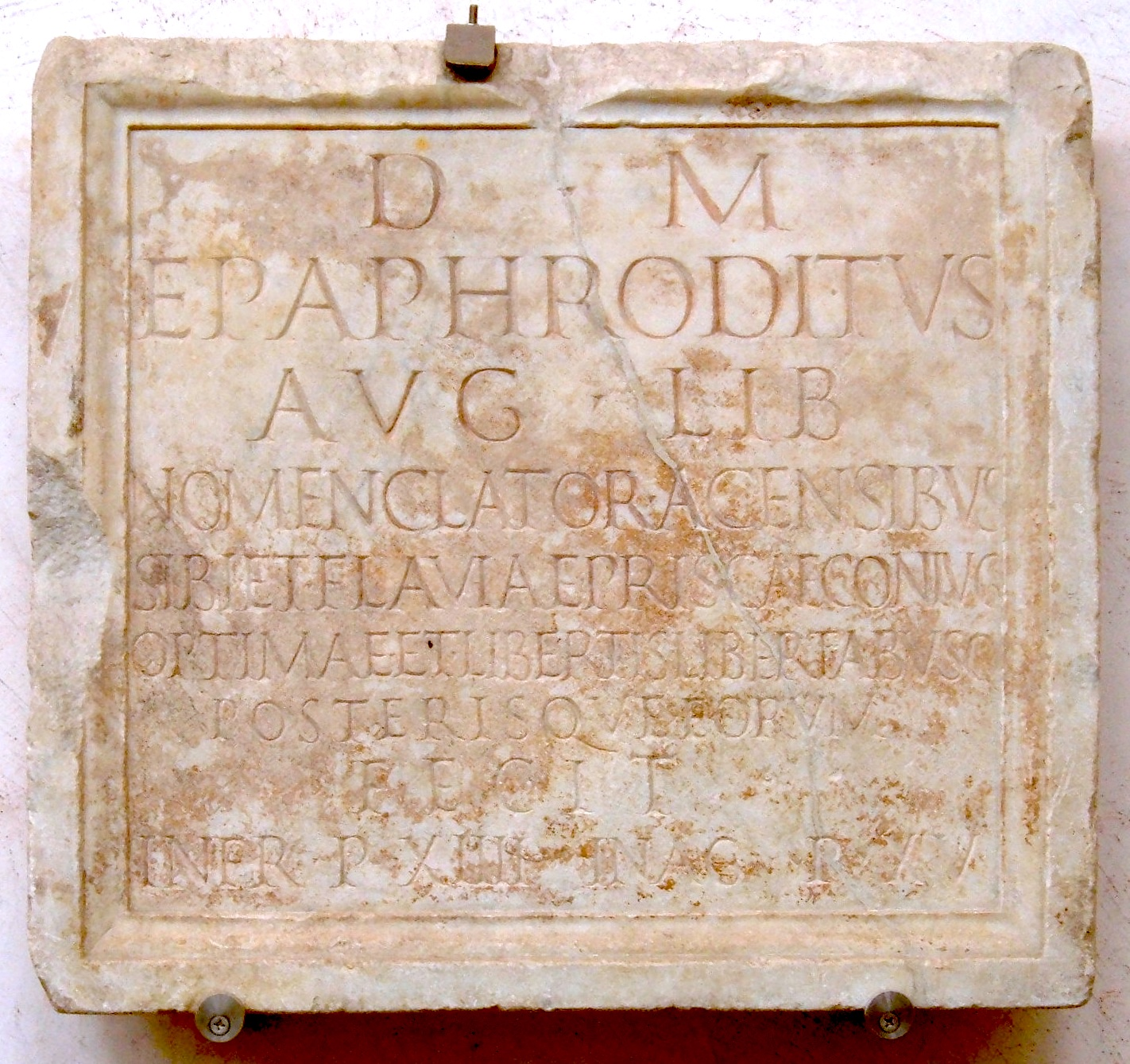
سنگ حکاکی‌شدهٔ آرامگاه اپافرودیتوس، بردهٔ آزادشده، نام‌گذار و همسرش فلاویا پریسکا

در روم باستان، نام‌گذار (به انگلیسی: Author, Nomenclator)، از واژۀ نومن (به معنی نام) + کلاتور (به معنی یادآورنده)) به برده‌هایی گفته می‌شد که وظیفه‌شان این بود که نام افرادی را که اربابشان در جریان کارزارهای سیاسی ملاقات می‌کرد به وی یادآوری کنند.
امروزه واژهٔ نام‌گذار برای اشاره به کتابی به کار می‌رود که شامل فهرستی از اسامی باشد.
این واژه همچنین به فردی اشاره دارد (معمولا یک مقام رسمی) که در جشن یا میهمانی نام میهمانان را اعلام می‌کند.

## نام‌گذاری علمی

### زیست‌شناسی
در زیست‌شناسی نام‌گذار به کتابی گفته می‌شود که نام گونه‌های جانوری و اطلاعات مختصری از هر کدام را فهرست کرده باشد. قواعد نگارش این نام‌گذاری‌ها از اواسط قرن نوزدهم تدوین شد و به‌تدریج به‌صورت بین‌المللی پذیرفته شد. مهم‌ترین این قواعد عبارتند از قوانین جهانی نام‌گذاری برای جلبک‌ها، قارچ‌ها و گیاهان، قوانین جهانی نام‌گذاری برای جانوران، قوانین جهانی نام‌گذاری برای گیاهان کاشتنی، نام‌گذاری آنزیم، نام‌گذاری ویروس و واژگان کالبدشناسی.

### شیمی
نام‌گذاری آیوپاک ساختاری برای نام‌گذاری ترکیب‌های شیمیایی و به‌طوری کلی فرایند شیمی است که آیوپاک آن را ویرایش می‌کند. این نام‌گذاری شامل هفت کتاب است که عبارتند از کتاب آبی (نام‌گذاری شیمی آلی)، کتاب سرخ (نام‌گذاری ترکیب‌های معدنی)، کتاب سبز (مقادیر، واحدها و نمادهای شیمی‌فیزیکی)، کتاب نارنجی (مجموعه ای از نام‌گذاری تحلیلی)، کتاب بنفش (اصطلاحات مولکولی)، کتاب سفید (اصطلاحات بیوشیمی) و کتاب طلایی (مجموعه ای از اصطلاحات شیمیایی).

## در شوروی سابق
در شوروی سابق و دیگر کشورهای بلوک شرق، پولیتبورو فهرستی با عنوان نام‌گذار (به روسی: номенклату́ра) داشت که از افراد مورد تأیید حزب کمونیست تشکیل می‌شد. این فهرست هم‌تراز طبقه هسته قدرت‌مدار و نخبه در کشورهای سرمایه‌داری دانسته می‌شود. میلوان جیلاس، یکی از منتقدان استالین، نام‌گذاری را «طبقه جدید» نامید و بسیاری از مارکسیست‌ها آن را نماد سرمایه‌داری دولتی پس از انقلاب دانسته‌اند.